# Жулвенець (Великопольське воєводство)
Жулвенець (пол. Żółwieniec) — село в Польщі, у гміні Слесін Конінського повіту Великопольського воєводства.
Населення — 665 осіб (2011).
У 1975-1998 роках село належало до Конінського воєводства.

## Демографія
Демографічна структура станом на 31 березня 2011 року:
|          | Загалом | Допрацездатний вік | Працездатний вік | Постпрацездатний вік |
| -------- | ------- | ------------------ | ---------------- | -------------------- |
| Чоловіки | 335     | 79                 | 227              | 29                   |
| Жінки    | 330     | 78                 | 194              | 58                   |
| Разом    | 665     | 157                | 421              | 87                   |